# Staurastrum lunatum
Staurastrum lunatum là một loài Song tinh tảo trong họ Desmidiaceae, thuộc chi Staurastrum.